# Margaritolobium luteum
Margaritolobium es un género monotípico de plantas con flores perteneciente a la familia Fabaceae. Su única especie:  Margaritolobium luteum (I.M.Johnst.) Harms, es originaria de Venezuela.

## Taxonomía
Margaritolobium luteum fue descrita por (I.M.Johnst.) Harms y publicado en Repertorium Specierum Novarum Regni Vegetabilis 19(4–7): 67. 1923.
Sinonimia
- Gliricidia lutea I.M. Johnst.[3]